# Ammoecioides insidiosus
Ammoecioides insidiosus är en skalbaggsart som beskrevs av Bordat 1999. Ammoecioides insidiosus ingår i släktet Ammoecioides och familjen Aphodiidae. Inga underarter finns listade i Catalogue of Life.